# 蝦夷

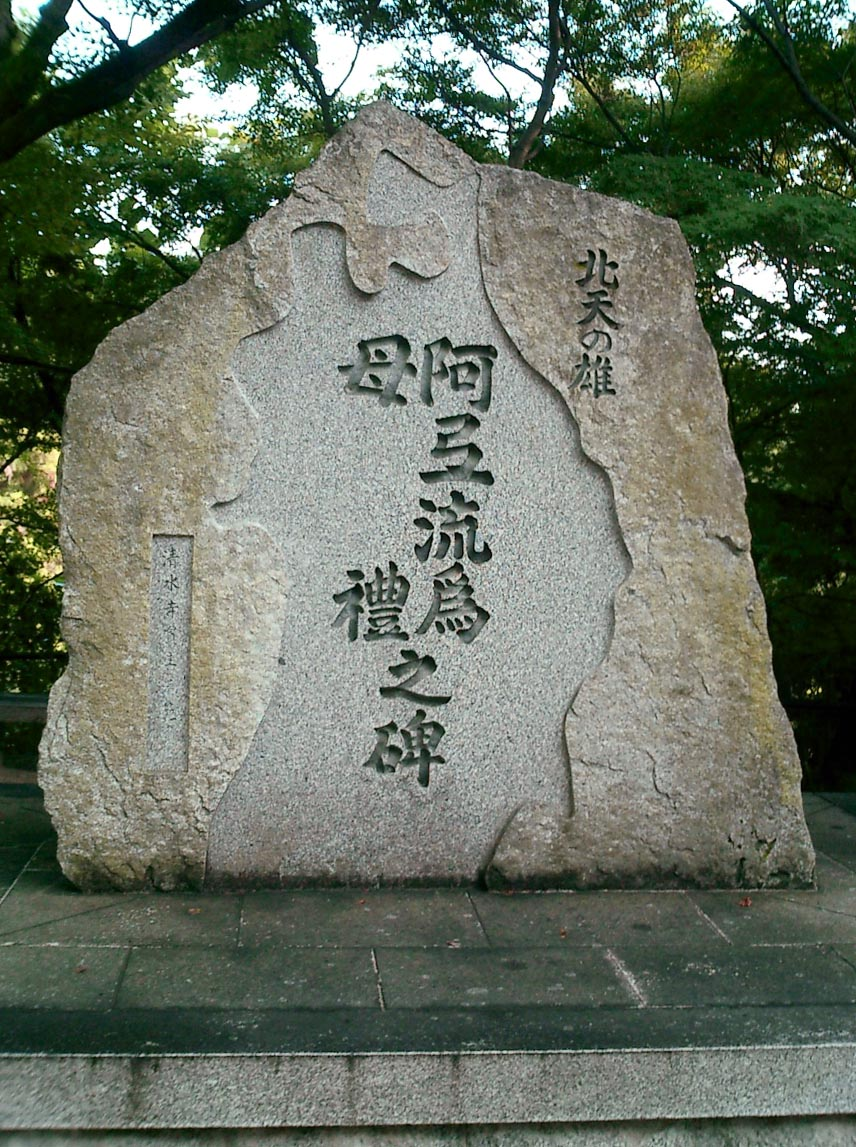
アテルイ、モレの顕彰碑
（京都市清水寺）

蝦夷（えみし、えびす、えぞ）は、大和朝廷から続く歴代の中央政権から見て、日本列島の東方や北方（現在の東北地方や北海道）などに住む人々の呼称である。
大きく、「エミシ（蝦夷）」と「エゾ（蝦夷）」という2つの呼称に大別される。
大和朝廷の支配に服した東国の蝦夷（エミシ）は、俘囚と呼ばれ、他地域へ移住させられることがあった。

## 語源と用字
蝦夷は古くは愛瀰詩と書き（神武東征紀）、次に毛人と表され、ともに「えみし」と読んだ。後に「えびす」とも呼ばれ、「えみし」からの転訛と言われる。「えぞ」が使われ始めたのは11世紀か12世紀である。
えみし、毛人・蝦夷の語源については、以下に紹介する様々な説が唱えられているものの、いずれも確たる証拠はないが、エミシ（愛瀰詩）の初見は神武東征紀であり、神武天皇によって滅ぼされた畿内の先住勢力とされている。「蝦夷」表記の初出は、日本書紀の景行天皇条である。そこでは、武内宿禰が北陸及び東方諸国を視察して、「東の夷の中に、日高見国有り。その国の人、男女並に椎結け身を文（もどろ）けて、人となり勇みこわし。是をすべて蝦夷という。また土地沃壌えて広し、撃ちて取りつべし」と述べており、5世紀頃とされる景行期には、蝦夷が現在の東北地方だけではなく関東地方を含む広く東方にいたこと、蝦夷は「身を文けて」つまり、邪馬台国の人々と同じく、入れ墨（文身）をしていたことが分かっている。
古歌で「えみしを 一人 百な人 人は言へども 手向かいもせず」（えみしは一人で百人と人は言うが、我が軍には手向かいもしない） と歌われたこと、蘇我蝦夷、小野毛人、佐伯今毛人、鴨蝦夷のように大和朝廷側の貴族の名に使われたこと、平安時代後期には権威付けのために蝦夷との関連性を主張する豪族（安倍氏や清原氏）が登場していることから、「えみし」には強さや勇敢さという語感があったと推測されている。そこから、直接その意味で用いられた用例はないものの、本来の意味は「田舎の（辺境の）勇者」といったものではないかという推測もある。
他方でアイヌ語に語源があると考えた金田一京助は、アイヌ語の雅語に人を「エンチュ (enchu, enchiu)」というのが、日本語で「えみし」になったか、あるいはアイヌ語の古い形が「えみし」であったと説いた。
文献的に最古の例は毛人で、5世紀の倭王武から宋への上表文に「東に毛人を征すること五十五国。西に衆夷を服せしむこと六十六国」とある。蝦夷の字をあてたのは、斉明天皇5年（659年）の遣唐使派遣の頃ではないかと言われる。後代に人名に使う場合、ほとんど毛人の字を使った。蘇我蝦夷は『日本書紀』では蝦夷だが、『上宮聖徳法王帝説』では蘇我豊浦毛人と書かれている。毛人の毛が何を指しているかについても諸説あるが、一つは体毛が多いことをいったのだとして、後のアイヌとの関連性をみる説である。また、中国の地理書『山海経』に出てくる毛民国を意識して、中華の辺境を表すように字を選んだという説もある。
人名に使った場合であっても、佐伯今毛人が勤務評定で今蝦夷（正確には夷の字に虫偏がつく蛦）と書かれた例がある。蝦夷の蝦の字については、あごひげが長いのをエビに見たてて付けたのだとする説がある。夷の字を分解すると「弓人」、上代日本語で（ユミシ）になり、これが蝦夷の特徴なのだという説もある。
喜田貞吉は、意味ではなく音「かい」が蝦夷の自称民族名だったのではないかと説いた。アイヌ人はモンゴル人など中国東北部の民族からは「骨嵬（クギ、クイ）」、ロシア人からは「クリル」と呼ばれた。千島列島のロシア語名はクリル諸島である。斉明天皇5年の遣使の際に、聞き取った唐人が蝦夷の字をあて、それを日本が踏襲したという。平安初期の「弘仁私記」の序文には、蝦夷に「カイ」とルビをふっている。平安末期の「伊呂波字類抄」にも、カイの条に「蝦夷」とある。秋田藩の藩士であった人見蕉雨によって1798年（寛政10年）頃に著された『黒甜瑣語』には、蝦夷（夷は大と弓の上下の合字になっている）のルビを「かい」としている。そこでは「ダケカンバと思える植物をタッチラと唱える」という記述からも、これがアイヌの事を指している事がわかる。明治政府は開拓使の設置に伴い蝦夷地の名称の変更を検討。1869年（明治2年）蝦夷地探査やアイヌとの交流を続けていた松浦武四郎は政府に建白書を提出し、「日高見道」「北加伊道」「海北道」「海島道」「東北道」「千島道」の6案を提示した。明治政府は「北加伊道」を基本とし「加伊」を「海」に改めた「北海道」とすることを決定。明治2年8月15日太政官布告により「蝦夷地自今北海道ト被稱 十一ヶ国ニ分割國名郡名等別紙之通被 仰出候事」と周知された。松浦は建白書において「北加伊道」案はアイヌが自らを「カイ」と呼んでいることから考案したと説明している。青森県の伝承を集めた中道等の『奥隅奇譚』では「蝦夷崎」のルビを「かいざき」としている。
金田一京助は喜田らの説を批判し、「えび」の古い日本語「えみ」が「えみし」に通じるとして付けたとする説を唱えた。
諸説ある中で唯一定まっているのは、「夷」が東の異民族（東夷）を指す字で、中華思想を日本中心にあてはめたものだということである。「夷」単独なら『古事記』などにも普通にあるが、その場合古訓で「ひな」と読む。多くの学者は用字の変化を異族への蔑視の表れとし、蘇我毛人を蘇我蝦夷としたのも『日本書紀』編者が彼を卑しめたものとする。だが、佐伯今毛人や小野毛人の例を引いてこれに反対する意見もある。
用字については、『日本書紀』では蝦夷の夷の字に虫偏をつけた箇所も散見される。蝦夷の字の使用とほぼ同じ頃から、北の異民族を現す「狄」の字も使われた。「蝦狄」と書いて「えみし」と読んだらしい。毛人と結合して「毛狄」と書かれた例もある。一字で「夷」と「狄」を使い分けることもよくあった。これは管轄する国（令制国）による人工的区分で、越後国（後に出羽国）所轄の日本海側と北海道のえみしを蝦狄・狄、陸奥国所轄の太平洋側のえみしを蝦夷・夷としたのである。

## 蝦夷（えみし）
古代の蝦夷（えみし）は、本州東部とそれ以北に居住し、政治的・文化的に、大和朝廷やその支配下に入った地域への帰属や同化を拒否していた集団を指した。統一した政治勢力をなさず、積極的に朝廷に接近する集団や敵対した集団が記録に残っている。しかし、次第に影響力を増大させていく大和朝廷により、征服・吸収されていった。
朝廷側の人間とは異なる「夷語（いご）」を話しているため、訳語（通訳）を必要とした。 
「えみし」は朝廷側からの他称であり、蝦夷側の民族集団としての自覚の有無に触れた史料はない。蝦夷に統一的なアイデンティティーは無かったと解するか、朝廷側との交渉の中で民族意識が形成されたであろうと想定するかは、研究者の間で意見が分かれている。

### 歴史

#### 弥生時代
概ね新潟県北部から東北地方、北海道にかけて、広く日本列島の東方に住んでいたと考えられている。
東北地方北部（青森県津軽平野が北限とされる）へも水田・稲作が一時的に伝わったが放棄され、狩猟・採集文化が伝統として続いた。

#### 古墳時代
蝦夷は強兵の民族として大和政権に認識されていたが、大和政権による支配・服属も進んだ。
5世紀の中国の歴史書『宋書』倭国伝に、478年（順帝昇明2年）倭王武が宋 (南朝)に届けた上表文として以下の記述がある。
| 「 | 昔より祖彌躬ら甲冑を環き、山川を跋渉し、寧処に遑あらず。東は毛人を征すること、五十五国。西は衆夷を服すること六十六国。渡りて海北を平らぐること、九十五国。 （自昔祖禰躬環甲冑跋渉山川不遑寧處 東征毛人五十五國西服衆夷六十六國渡平海北九十五國） | 」 |

##### 古墳の分布
古墳の分布は和人文化の範囲を示し、蝦夷との境界が北限となる。これまでの発掘調査により、古墳時代前期における最古級の前方後円墳の北限は、現在の新潟県・越後平野中部、福島県・会津盆地、宮城県・仙台平野であったと考えられている。同時代の終末期までに北限は、日本海側沿岸ではほとんど北進せずむしろ中越地方に後退するが、日本海側内陸では山形県・村山地方中部まで、太平洋側では岩手県・北上盆地南部まで北進した。
|        | 日本海側           | 日本海側                                                                                         | 日本海側                                                                                           | 太平洋側                                                                                         |
| 島嶼   | 沿岸               | 内陸                                                                                             | | 太平洋側                                                                                         |
| 佐渡   | 新潟県（佐渡除く） | 山形県（庄内除く） 福島県会津                                                                    | 岩手県 宮城県                                                                                      |                                                                                                  |
| ------ | ------------------ | ------------------------------------------------------------------------------------------------ | -------------------------------------------------------------------------------------------------- | ------------------------------------------------------------------------------------------------ |
| 最北端 | なし               | 菖蒲塚古墳（北緯37度46分3.7秒 東経138度51分57.5秒 / 北緯37.767694度 東経138.865972度）           | 坊主窪古墳群第1号墳 （北緯38度18分40.9秒 東経140度15分10.5秒 / 北緯38.311361度 東経140.252917度）  | 角塚古墳（北緯39度8分29.2秒 東経141度5分37.4秒 / 北緯39.141444度 東経141.093722度）              |
| 最大   | なし               | 菖蒲塚古墳（北緯37度46分3.7秒 東経138度51分57.5秒 / 北緯37.767694度 東経138.865972度） 全長：53m | 亀ヶ森古墳（北緯37度35分34.8秒 東経139度49分44.8秒 / 北緯37.593000度 東経139.829111度） 全長：127m | 雷神山古墳（北緯38度9分4.1秒 東経140度52分46.9秒 / 北緯38.151139度 東経140.879694度） 全長：168m |
| 最古級 | なし               | 稲場塚古墳（北緯37度41分14.8秒 東経138度50分31.4秒 / 北緯37.687444度 東経138.842056度）          | 杵ガ森古墳（北緯37度33分58.8秒 東経139度48分35.1秒 / 北緯37.566333度 東経139.809750度）            | かめ塚古墳（北緯38度7分17.6秒 東経140度52分9.9秒 / 北緯38.121556度 東経140.869417度）            |

##### 神武東征伝説
蝦夷「えみし」についての形式上最も古い言及は『日本書紀』神武東征紀中に詠まれている来目歌の一つに愛濔詩として登場する。
 えみしを ひたりももなひと ひとはいへども たむかひもせず
（訳：えみしを、1人で100人に当たる強い兵だと、人はいうけれど、抵抗もせず負けてしまった）
「愛瀰詩烏 毗儾利 毛々那比苔 比苔破易陪廼毛 多牟伽毗毛勢儒」
しかし、この来目歌がどの程度史実を反映するものかどうかは判然とせず、またここで登場する「えみし」が後の「蝦夷」を意味するかどうかも判然としないため、古い時代の蝦夷の民族的性格や居住範囲については諸説があり確かなことはわかっていない。
『日本書紀』景行天皇条には、武内宿禰（実在不明）が北陸及び東方諸国を視察した際の記述として「東の夷（あずまえびす）の中に、日高見国有り。その国の人、男女並に椎結け身を文けて、人となり勇みこわし。是をすべて蝦夷という」とあり、荒々しく勇猛な者、情を理解せず教養や文化に欠ける者としている。40年条には、天皇が日本武尊に東夷の征討を命じる際、蝦夷の特徴として「冬は穴居、夏は樹上家屋の生活」「山に登るときは飛ぶ鳥のように速く、草原を走るときは逃げる獣のように速い」「束ねた髪の中に矢を隠し、刀は衣の中に隠し持つ」「攻撃すると草原に隠れてしまい、追いかけると山中に逃げてしまう」と記述がある。

#### 飛鳥時代
蝦夷は、引き続きその優れた弓術（和人の伝統の長弓に比べると短弓を用いた）が和人に認識された。
蝦夷は現在の宮城県中部から山形県以北の東北地方と、北海道の大部分に及ぶ広範囲に住んでいた。平時には和人と交易を行い、昆布・馬・毛皮・羽根などの特産物と引き換えに、米・布・鉄器・工芸品を得ていた。大和政権が支配領域を北に拡大するにつれて、しばしば防衛のために戦い、反乱を起こし、また和人の築いた城柵を襲撃したため、日本書紀には襲撃や討伐の記録が記録されている。
蝦夷と接する地域（陸奥国・出羽国・越後国）では、国内の行政・司法・軍事を管掌する国司の守と介が饗給（慰撫）、征討、斥候などの外交・軍事も担当していた。特に陸奥国は面積が広く軍事的衝突が頻繁におきるため、陸奥国司には大宝律令が定める特例が多く、自らの判断で征討に出ることも許されていた。なお同じ辺境でも西国の国司は、征討のかわりに防守、饗給ではなく蕃客（外国使節の接待）と帰化が任務であった（鎮西府）。
当初は大和側では秋田城などの城柵で儀礼的な会食（饗応）や物資の提供を行い服属を促していたが、蝦夷には中央政権が無いため恭順する集団と支配に抵抗し襲撃を行う集団が混在し、長期間にわたり交易と征伐が並行して行われる事態となった。
『日本書紀』斉明天皇元年（655年）7月11日条には、難波朝（難波京の朝廷）で北蝦夷99人と東蝦夷95人を饗応したとある。そこでは「北」と「東」にそれぞれ「北越」「東陸奥」と注があり、北は越の方面、東は陸奥の方面と解せる。このうち越国は陸奥国の西に位置するが、越（高志）は都からみて北に位置するので北蝦夷としている。これらの語は当時の蝦夷が二大集団に分かれていたという意ではなく、応対する国（令制国）の管轄によって朝廷が用いた分類であると考えられている。この区別は後に出羽国と陸奥国の管轄になって平安時代まで踏襲されたが、字は北の異民族を指す「狄」に変わり「蝦狄」とも書かれるようになった。
『日本書紀』斉明天皇4年（658年）4月には阿倍比羅夫が水軍180隻を率いて蝦夷を討伐している。また日付は不明であるが同年には渡島に渡り粛慎の討伐とヒグマの献上を受けた記録がある。この渡島（渡嶋）とは外が浜（陸奥湾沿岸の一部）から海を渡った先にある島（北海道）と推定される。粛慎と呼ばれる集団の詳細は不明であるが、鳥の羽を木にかけて旗印にするなどの風俗から、大陸北東部に住み、そこから樺太、北海道北部に渡ってきたツングース系部族の一部の可能性がある。
『日本書紀』斉明天皇5年（659年）には朝廷に従った蝦夷が遣唐使に同行し唐の高宗に紹介されている。ここで引用された『伊吉連博徳書』によると、熟蝦夷（にきえみし、にぎえみし。おとなしい蝦夷）が最も近く、麁蝦夷（あらえみし。荒々しい蝦夷）がそれより遠く、最遠方に都加留（つかる、つがる。津軽）がおり、連れてきたのは毎年入貢している熟蝦夷であること、蝦夷は肉食で五穀を食べず、家を建てずに樹の下に住んでいるなどを説明したところ、高宗は珍しく思ったと感想を述べたとしている。しかしこのような生活は他の史料にある記述や現在の考古学的知見とも矛盾し、蝦夷を野蛮人と誇張しこれを従える大和の力を誇示するための創作と思われる。信憑性に欠けるこの説明から推測されるのは、稲作を行わず狩猟を中心とした食生活、北に行くほど恭順しない勢力が強く、都加留が固有名をあげられるほどの有力集団として存在したことである。続けて引用された『難波吉士男人書』では遣唐使の蝦夷の頭上に瓢を乗せ、40歩離れた位置から別の蝦夷が射るという実演をしたところ、百発百中で瓢を射貫いたという記述があり、弓術に優れていたことがうかがえる。また齶田（あきた、あぎた。秋田）蝦夷の長であった恩荷は阿倍比羅夫に降伏した際、弓矢は武器ではなく狩猟の道具だと証言している。
『日本書紀』斉明天皇6年3月には、阿倍臣が粛慎を討伐する際、陸奥の蝦夷を自分の船に乗せて河を越え渡島に渡ったが、到着後に渡島に住む蝦夷から粛慎の水軍が多数襲来するので、河を渡って朝廷に仕えたいと申し出る記述があり、この時代には熟蝦夷の一部が朝廷軍として働いていたと見られている。また13世紀半ばから14世紀初頭にかけて、モンゴル帝国は樺太のアイヌを攻撃しているが関連は不明である。
飛鳥時代後期より、馬を和人からり取り入れ組合せ戦闘術を強化した（古代の馬産は青森県青森平野､上北地域南東部まで確認されている）。
蝦夷は、産馬、産金の地である陸奥で経済力および戦闘力を付けていったのに対し、朝廷は産出物に依存する形となるなど、次第にその王権外の存在が問題視され、完全に大和化する政策に次第に舵が切られていった（蝦夷征討）。

#### 奈良時代
高度な騎射の技を磨き狩猟に用い、騎乗武器（蕨手刀を和人から取り入れた）も改良・発達させ、和人は強兵として認識した。これらの強力な戦闘術は逆に和人へ取り入られた。
『扶桑略記』養老2年(718年)8月14日、出羽と渡嶋の蝦夷が78人が馬1000頭を献納したので位と録を授けた記録がある。
光仁天皇以降、蝦夷征討政策が本格化した。蝦夷も組織的に朝廷軍と戦うようになっていった。
宝亀11年（780年）には多賀城を一時陥落させた宝亀の乱の伊治呰麻呂、延暦8年（789年）に巣伏の戦いで遠征軍を壊滅させた阿弖流為（アテルイ）らの名がその指導者として伝わる。
延暦6年（787年）の記録に「蝦夷に横流しされた綿で敵が綿冑を作っている」という記述 があり、不正な交易が行われていたことがうかがえる。

#### 平安時代以降
延暦20年（801年）には征夷大将軍坂上田村麻呂が遠征し勝利した。延暦21年（802年）に胆沢城を築き、その周辺の蝦夷との戦いは記録に残っている中でも最大である。延暦22年（803年）には志波城を築城し、蝦夷征討の目的がほぼ達成されたと見なされた。
その後、朝廷は蝦夷に対する積極的な征服政策を転じ、民衆の負担を減らすことととし、朝廷の支配領域の拡大は現在の岩手県と秋田県のそれぞれ中部付近を北限として停止する。延暦24年（805年）、藤原緒嗣から蝦夷征討と平安京の造営の一時中止を奏上され、桓武天皇は蝦夷への遠征を中止した。また軍団を廃止し健児制へと移行したが、陸奥・出羽のみ蝦夷対策として軍団が維持された。
その後は、現地の朝廷官僚や、大和に帰順した俘囚の長たちが蝦夷の部族紛争に関与することなどにより、徐々に大和化が進行していったものと思われる。
その後、前九年の役、後三年の役などが勃発し、平安後期の東北北部は戦乱の時代であった。当事者のうち安倍氏や清原氏は俘囚の長を自称し蝦夷との系譜的関連性を主張しているが、他方、源氏は蝦夷の系譜とは関係なく東北に乗り込んでいる。平安末期になると、蝦夷との血縁的・系譜的関係を主張する奥州藤原氏の支配が東北北部まで及ぶことになる。
藤原氏3代は中尊寺金色堂でミイラになっている。「東夷之遠酋」や「俘囚之上頭」を自称する藤原氏のミイラの調査は注目された。調査の結果、このミイラには指紋には渦紋が多く頭は丸顔で歯のかみ合わせも日本人的であり、藤原氏の骨格は日本人の骨格であるとされた。また、ミイラには内臓や脳漿は全く無く、腹部は湾曲状に切られ後頭部に穴が開いていた。ただ、裂け目にネズミの歯形が付いており、長谷部言人はミイラは自然発生したと主張し藤原3代は日本人であったとした。それに対し、古畑種基はミイラの人工加工説を主張した。木棺3個とも後頭部と肛門にあたる板に穴が開けられていたが、切り口は綺麗で汚物が流出した跡は無く、また男性生殖器は切断されており、加工の跡は歴然だとした。これは極めてアイヌ的な慣行で、樺太アイヌは偉大な酋長が死ぬと近親者は遺体の脳漿と内臓を除去し、何度か塩水を付けて天日で乾かしウフイ（ミイラ）を作る。森嘉兵衛は、和人との何代かにわたる婚姻で骨格は日本人化していたが、精神や葬祭の慣行はアイヌ的なものが変わらず残っていたのではないかとしている。
奥州藤原氏が源頼朝率いる関東地方の鎌倉政権によって滅ぼされると、幕府は東北地方各地に東国武士を派遣し、ここに蝦夷の系譜ではなく、朝廷の系譜による鎌倉幕府（関東政権）による支配がはじめて東北北端にまで及び、大和化が成ったことになる。相前後して蝦夷、俘囚などと言った民族的諸概念は文献から姿を消し、次項に述べる「エゾ」に置き換わる。
なお14世紀初頭には出羽で蝦夷の反乱（安藤氏の乱）が発生し、これが本州・東北地方における“蝦夷”による大規模な反乱としては最後のものとなったがこれがどのような集団によって引き起こされたのかは不明。

## 民族系統
東北地方の蝦夷（えみし）の民族系統については、後のアイヌとの関係を中心に、江戸時代から二種類の学説に分かれている。蝦夷をアイヌ人とする蝦夷アイヌ説と、蝦夷を和人の一部とする蝦夷辺民説である。
戦前は攘夷の観点からのアイヌ説が多かった（逆に国家主義からの非アイヌ説もあった）。戦後から1960年代には辺民説が優勢となるが、1970年代に実証的なネオ・アイヌ説が登場し論争となっていた。その後、どちらともしない中間説が登場する。

### 蝦夷アイヌ説
蝦夷アイヌ説では、続縄文文化の担い手が東北地方に残り蝦夷（えみし）となったと考えられている。この理論は、考古学からする文化圏の検討と、北東北にアイヌ語で説明できる地名が集中していることから、少なくとも飛鳥時代（7世紀）以降の蝦夷について、アイヌとの連続性を認める説が有力である。
蝦夷と日本の他の民族群との正確な民族関係については多くの学説が存在するが、そのうちの一つは蝦夷がアイヌ民族と関連しているとするものである。
言語面では、中央政府側に通訳がついていたことから夷語が日本語と相当異なっていたこと、前述の通りアイヌ語系の地名が東北北部に数多く残っていることから、アイヌ語系統の言葉を話していたと推定される。
最近の研究では、アイヌ語を話す人々が地元の日本語を話す人々と連携してヤマト王権の拡大に抵抗したことを示唆している。マタギは、これらのアイヌ語話者の子孫であり、彼らは地元の日本語話者に地理や彼らが狩猟した森や水の動物に関連した地名と借用語を提供したとされている。
しかし、多くの蝦夷の部族は優れた騎馬弓兵や戦士として知られている一方で、アイヌは弓兵としては知られているものの馬を使用せず、戦闘スタイルは明らかに異なっていた。

### 中間説
二重構造モデルを提唱した埴原和郎は、「エミシはアイヌか和人か？」という議論はアイヌ異人種説を前提としており、共通の祖先をもつことが分かったためナンセンスであるとし、「中世以前に東北地方に住んでいたエミシは,アイヌと和人との分離の途上にあった集団であり,現代的な意味でのアイヌでも和人でもなく,その中間的特徴をもっていたと考えられる」とした。
二重構造モデルでは、縄文人は歴史的変遷の中で蝦夷とアイヌの両方の祖先と考えられており、蝦夷（えみし）と蝦夷（えぞ）の名前は同じ漢字で表される。すでに、「蝦夷」の名前が中世初期に津軽・下北半島の人々を指すために使われ、北海道の縄文人が直接アイヌの祖先であったことが知られている。北本州の恵山文化はこの人々と関連しており、後に北海道の現代アイヌ民族を形成する上で重要な役割を果たした擦文文化に発展した。蝦夷はアイヌとは異なり、馬に乗り、鉄を扱う人々であった。農業（キビと米）の証拠がある一方で、彼らは主に馬に乗り、狩り、漁業、交易を行っていた。
縄文文化の人々の骨格特徴の研究は、先住民族の間に非均質性を示し、複数の起源と多様な民族群を示唆している。2014年の人類学的・遺伝学的研究では、「この点で、縄文時代の人々の生物学的なアイデンティティは非均質であり、それは多様な人々が存在し、それらはおそらく共通の文化、縄文文化に所属していたことを示している」と結論付けている。
縄文人と弥生人・和人の混血の度合いは、地理的に連続的だった。2020年の東京大学の都道府県遺伝子調査では、九州地方と東北地方が沖縄県に遺伝的に近く、近畿地方と四国地方が遺伝的に遠い（渡来人に近い）ことが分かった。
弥生人は弥生時代に東北地方北部へ達したが、古墳時代の寒冷化に伴い南へ退き、そこへ、北海道の道央や道南地方を中心に栄えていた続縄文文化の担い手（後のアイヌ民族）が東北地方北部を南下して仙台平野付近に達し、西日本から北上して来た古墳文化の担い手（和人）と接触・交流を行なったことが、考古学的に明らかとなっている。なお、東北地方に到来した続縄文文化の担い手は、その後再び北海道周辺へ退いたが、東北地方の和人との接触・交流自体はその後も続いた。

### 蝦夷辺民説
これに対し蝦夷辺民説では、日本書紀の異民族的な記述を誇張されたものとみなし、上記の西日本から北上して来て接触・交流を行なった古墳文化の担い手（和人）が東北地方以北に住み蝦夷（えみし）となったと考える。
遺伝子特徴の研究では、蝦夷は、アイヌよりも和人（特に出雲地方の古代人）に近いとの研究もある。また日本語の「ズーズー弁」（現在の東北方言の始祖）を話す和人とする説もある 。特に東北方言と出雲方言の類似性から、古代出雲系の民族（出雲族）のうち国譲り後も大和王権に従わなかった勢力が蝦夷となったとする見方もある。最近の研究、例えばBoerらの2020年の研究では、蝦夷は主に出雲方言に密接に関連した日本語を話していたと結論付けている。さらに、多くの蝦夷による稲作の証拠と馬の使用は、古代の出雲日本人と蝦夷との間の結びつきを強化している。この理論によれば、蝦夷は大和日本人から追い出された出雲日本人であり、彼らは天皇の統治に対して同調することを受け入れなかった。一方、東京大学の研究者がアメリカの科学専門誌に発表した論文によると、山陰両県、特に島根県は縄文人の遺伝子を多く受け継いでいる現代人が多いとされる。

### 蝦夷ツングース説
出雲弁とツングース諸語の類似 などから、蝦夷はもともと日本にいなかった馬を引き連れて大陸から来た北方新モンゴロイドの騎馬民族とする説もある。アムール地域の騎馬遊牧民、特にツングース諸族と蝦夷との間に顕著な類似性を指摘している歴史学者もいる。蝦夷の起源はツングース系住民であり、後に日本語を話す出雲系住民と同化したと提唱されている。蝦夷を半遊牧の靺鞨と関連付ける説がある。蝦夷は主にツングース起源で、一部（本州の蝦夷など）は同化した日本語群（出雲人）であったと結論付ける説がある。北海道の渡島蝦夷は本州の蝦夷とプロトアイヌ語話者からなっていたといわれているが、以前アイヌ語であると考えられていた地名は、アムール地域のツングースの基層によってプロトアイヌ語に説明できるとされている。また、マタギ猟師は実際には蝦夷の子孫であり、特定の狩猟語彙（マタギ言葉）はアイヌ語ではなくツングース語由来であるという説がある。菊池俊彦は、北本州と北海道の先住民族が形成した擦文文化とオホーツク文化と、ロシア極東のツングースと古アジア諸族との間には、特にアムール川流域や満州平原で多くの接触があったと主張している。しかし、蝦夷ツングース説は空想の域を出ないという批判もある。

## えぞ
中世以後の蝦夷（えぞ）は、アイヌを指すとの意見が主流である。鎌倉時代後期（13世紀から14世紀）頃には、現在アイヌと呼ばれる人々と同一とみられる「蝦夷」が存在していたことが文献史料上から確認される。アイヌの大部分が居住していた北海道は蝦夷が島、蝦夷地などと呼ばれ、欧米でも「Yezo」 の名で呼ばれた。「エゾ」の語源についてはアイヌ語で人を意味する「エンチュ (enchu, enchiu)」が東北方言式の発音により「Ezo」となったとする説がある。
アイヌ文化は、前代の擦文文化（北海道、樺太南部から青森県にかけて広がる）を継承しつつオホーツク文化（担い手はシベリア大陸系民族の一つであるニヴフといわれる）と融合し、本州方面の文化を摂取して生まれたと考えられている。その成立時期は上記「えぞ」の初見と近い鎌倉時代後半（13世紀）と見られており、また擦文文化とアイヌ文化の生活体系の最も大きな違いは、本州方面や大陸など周辺地域からの移入品（特に鉄製品）の量的増大にあり、アイヌ文化は交易に大きく依存していたことから、アイヌ文化を生んだ契機に和人との交渉の増大があると考えられている。具体的には奥州藤原氏政権の盛衰との関係が指摘されている。
鎌倉時代後期（14世紀）には、「渡党」、「日の本」、「唐子」に分かれ、「日の本」と「唐子」は農耕をせず言葉も通じなかったが、「渡党」は多毛だが姿は似ていて和人と言葉が通じ、（津軽海峡を往来して）本州との交易に従事したという文献（『諏訪大明神絵詞』）が残っている。また、鎌倉時代には陸奥国の豪族である安東氏が、幕府の執権北条氏より蝦夷管領（または蝦夷代官）に任ぜられ、これら3種の蝦夷を統括していたとする記録もある。
室町時代（15世紀から16世紀にかけて）、和人とアイヌの抗争の時代を生き抜き、和人勢力や和人系渡党を糾合して渡島半島南部の領主に成長していった蠣崎氏は豊臣秀吉・徳川家康から蝦夷地の支配権、交易権を公認され、名実共に安東氏から独立し、江戸時代になると蠣崎氏は松前氏と改名して大名に列した。